# Vittoria Colonna

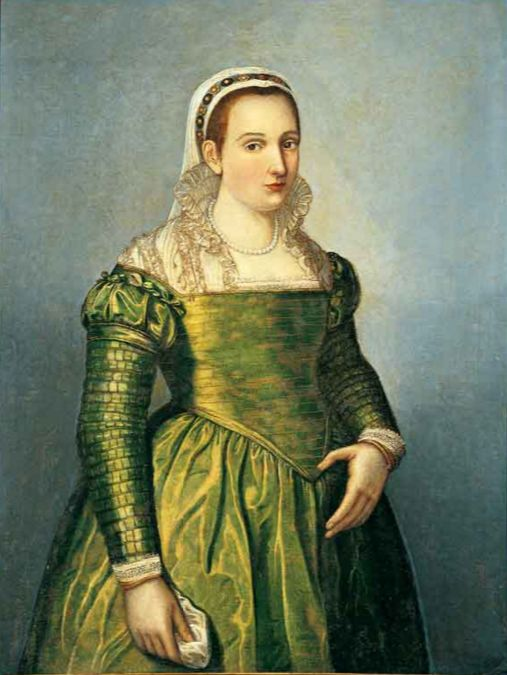
Vittoria Colonna, målning av Girolamo Muziano.

Vittoria Colonna, född 1490 i Marino, död den 25 februari 1547 i Rom, var en italiensk poet. 

## Biografi
Åren 1509–1525 var Vittoria Colonna gift med Fernando de Àvalos, markis av Pescara. Efter hans död drog hon sig tillbaka till benediktinnunneklostret Sant'Anna dei Funari. Hon var hela sitt liv djupt religiös och gav aldrig upp hoppet om att reformatorerna skulle råda bot på kyrkans förfall. I en tid av dubbelmoral var hon ett dygdemönster och åtnjöt högt anseende. Hennes dikter har betecknats som något kyliga. De påminner i stilen om Petrarcas.
Hon skrev över 300 dikter, bland annat sonetter.
Vittora Colonna umgicks med flera betydande konstnärer, bland andra Michelangelo.

## Skrifter
- Rime (Roma: Laterza, 1982)